# Winter X Games Europe IV
Winter X Games Europe IV (ang. 4 Winter X Games Europe) – europejski odpowiednik amerykańskiej edycji zawodów w dyscyplinach freestyle Winter X Games, zawody te odbywały się od 20 do 22 marca 2013 we francuskim Tignes. Zawodnicy rywalizowali w dwóch dyscyplinach: narciarstwie dowolnym i snowboardzie.
Z dniem 14 listopada 2013 roku decyzją głównego organizatora tej imprezy, czyli telewizji ESPN podjęto decyzję o zawieszeniu na czas nieokreślony europejskiego odpowiednika Winter X Games. Spowodowane to jest skutkami ekonomicznymi.

## Narciarstwo

### Slopestyle Mężczyzn
| Pozycja | Zawodnik               | Przejazd 1 | Przejazd 2 | Przejazd 3 | Wynik |
| ------- | ---------------------- | ---------- | ---------- | ---------- | ----- |
|         | McRae Williams         | 90.00      | 94.33      | 83.66      | 94.33 |
|         | Josiah Wells           | 20.33      | 84.66      | 93.00      | 93.00 |
|         | Gus Kenworthy          | 26.00      | 30.66      | 92.00      | 92.00 |
| 4       | Russell Henshaw        | 24.33      | 23.00      | 90.33      | 90.33 |
| 5       | Alex Beaulieu-Marchand | 82.33      | 86.66      | 6.00       | 86.66 |
| 6       | Thomas Wallisch        | 85.33      | 86.00      | 65.00      | 86.00 |
| 7       | Per Kristian Hunder    | 73.33      | 20.00      | 84.00      | 84.00 |
| 8       | Noah Morrison          | 21.66      | 40.33      | 34.33      | 40.33 |

### Slopestyle Kobiet
| Pozycja | Zawodniczka                | Przejazd 1 | Przejazd 2 | Przejazd 3 | Wynik |
| ------- | -------------------------- | ---------- | ---------- | ---------- | ----- |
|         | Kaya Turski                | 92.33      | 93.33      | 79.33      | 93.33 |
|         | Tiril Sjåstad Christiansen | 80.00      | 39.00      | 90.66      | 90.66 |
|         | Dara Howell                | 88.33      | 80.66      | 72.33      | 88.33 |
| 4       | Katie Summerhayes          | 67.00      | 79.00      | 76.00      | 79.00 |
| 5       | Yuki Tsubota               | 78.66      | 75.33      | 60.66      | 78.66 |
| 6       | Jamie Crane-Mauzy          | 65.66      | 17.66      | 70.66      | 70.66 |
| 7       | Keri Herman                | 7.33       | 45.66      | -          | 57.33 |

### Superpipe Mężczyzn
| Pozycja | Zawodnik               | Przejazd 1 | Przejazd 2 | Przejazd 3 | Wynik |
| ------- | ---------------------- | ---------- | ---------- | ---------- | ----- |
|         | Torin Yater-Wallace    | 91.00      | 33.33      | 93.66      | 93.66 |
|         | David Wise             | 60.00      | 92.33      | 85.00      | 92.33 |
|         | Kevin Rolland          | 89.66      | 91.66      | 37.00      | 91.66 |
| 4       | Micheal Riddle         | 26.66      | 71.33      | 90.00      | 90.00 |
| 5       | Simon Dumont           | 77.00      | 66.00      | 89.00      | 89.00 |
| 6       | Byron Wells            | 84.66      | 87.66      | 40.00      | 87.66 |
| 7       | Joffrey Pollet-Villard | 21.00      | 82.66      | 13.33      | 82.66 |
| 8       | Matt Margaetts         | 13.66      | 37.66      | 78.00      | 78.00 |

### Superpipe Kobiet
| Pozycja | Zawodniczka         | Przejazd 1 | Przejazd 2 | Przejazd 3 | Wynik |
| ------- | ------------------- | ---------- | ---------- | ---------- | ----- |
|         | Marie Martinod      | 86.33      | 41.66      | 47.00      | 86.33 |
|         | Anaïs Caradeux      | 83.66      | 85.33      | 7.00       | 85.33 |
|         | Maddie Bowman       | 72.33      | 81.00      | 85.00      | 85.00 |
| 4       | Rosalind Groenewoud | 84.33      | 82.00      | 79.00      | 84.33 |
| 5       | Ayana Onozuka       | 43.33      | 84.00      | 62.66      | 84.00 |
| 6       | Keltie Hansen       | 78.66      | 74.00      | 5.33       | 78.66 |
| 7       | Virginie Faivre     | 73.00      | 54.00      | 55.33      | 73.00 |
| 8       | Annalisa Drew       | 57.66      | 6.66       | 66.00      | 66.00 |

## Snowboard

### Slopestyle Mężczyzn
| Pozycja | Zawodnik          | Przejazd 1 | Przejazd 2 | Przejazd 3 | Najlepszy |
| ------- | ----------------- | ---------- | ---------- | ---------- | --------- |
|         | Sebastien Toutant | 88.00      | 95.00      | 17.66      | 95.00     |
|         | Mark McMorris     | 15.66      | 91.00      | 94.00      | 94.00     |
|         | Peetu Piiroinen   | 82.00      | 35.33      | 20.33      | 82.00     |
| 4       | Eric Willett      | 23.33      | 27.00      | 80.66      | 80.66     |
| 5       | Sage Kotsenburg   | 14.33      | 79.33      | 32.66      | 79.33     |
| 6       | Gjermund Braaten  | 75.00      | 74.00      | 27.00      | 75.00     |
| 7       | Torstein Horgmo   | 36.00      | 34.33      | -          | 36.00     |
| 8       | Ståle Sandbech    | 18.33      | 12.66      | 23.00      | 23.00     |

### Slopestyle Kobiet
| Pozycja | Zawodniczka      | Przejazd 1 | Przejazd 2 | Przejazd 3 | Najlepszy |
| ------- | ---------------- | ---------- | ---------- | ---------- | --------- |
|         | Silje Norendal   | 90.00      | 93.00      | 6.66       | 93.00     |
|         | Jamie Anderson   | 85.66      | 38.33      | 80.66      | 85.66     |
|         | Kjersti Buaas    | 20.00      | 34.66      | 82.66      | 82.66     |
| 4       | Enni Rukajärvi   | 40.00      | 80.33      | 32.00      | 80.33     |
| 5       | Spencer O’Brien  | 76.00      | 29.33      | 70.66      | 76.00     |
| 6       | Aimee Fuller     | 61.66      | 26.66      | 73.00      | 73.00     |
| 7       | Sina Candrian    | 70.66      | 30.66      | 27.00      | 70.66     |
| 8       | Šárka Pančochová | 65.00      | 28.66      | 12.00      | 65.00     |

### Superpipe Mężczyzn
| Pozycja | Zawodnik            | Przejazd 1 | Przejazd 2 | Przejazd 3 | Najlepszy |
| ------- | ------------------- | ---------- | ---------- | ---------- | --------- |
|         | Louie Vito          | 74.00      | 53.33      | 92.66      | 92.66     |
|         | Arthur Longo        | 92.00      | 20.00      | 22.00      | 92.00     |
|         | Taku Hiraoka        | 33.33      | 78.00      | 86.00      | 86.00     |
| 4       | Iouri Podladtchikov | 82.33      | 26.66      | 41.66      | 82.33     |
| 5       | Luke Mitrani        | 16.66      | 80.00      | 35.00      | 80.00     |
| 6       | Christian Haller    | 9.66       | 43.33      | 32.66      | 43.33     |
| 7       | Benjamin Farrow     | 5.00       | 5.00       | 30.00      | 30.00     |
| 8       | Scotty Lago         | 12.66      | 8.00       | -          | 12.66     |

### Superpipe Kobiet
| Pozycja | Zawodniczka          | Przejazd 1 | Przejazd 2 | Przejazd 3 | Najlepszy |
| ------- | -------------------- | ---------- | ---------- | ---------- | --------- |
|         | Kelly Clark          | 87.66      | 4.33       | 23.00      | 87.66     |
|         | Elena Hight          | 61.66      | 29.33      | 85.00      | 85.00     |
|         | Arielle Gold         | 76.00      | 83.00      | 79.00      | 83.00     |
| 4       | Hannah Teter         | 71.00      | 80.66      | 66.33      | 80.66     |
| 5       | Gretchen Bleiler     | 64.33      | 21.66      | 56.00      | 64.33     |
| 6       | Maddy Schaffrick     | 30.00      | 60.33      | 11.66      | 60.33     |
| 7       | Kaitlyn Farrington   | 59.66      | 33.33      | 34.66      | 59.66     |
| 8       | Ellery Hollingsworth | 55.00      | 25.00      | 30.33      | 55.00     |

## Klasyfikacja medalowa
| Lp. | Państwo           | złoto | srebro | brąz | razem |
| --- | ----------------- | ----- | ------ | ---- | ----- |
| 1   | Stany Zjednoczone | 4     | 4      | 3    | 11    |
| 2   | Kanada            | 2     | 1      | 1    | 4     |
| 3   | Francja           | 1     | 1      | 1    | 3     |
| 4   | Norwegia          | 1     | 1      | 1    | 3     |
| 5   | Nowa Zelandia     | 0     | 1      | 0    | 1     |
| 6   | Finlandia         | 0     | 0      | 1    | 1     |
| 5   | Japonia           | 0     | 0      | 1    | 1     |